# Vicq
Vicq é uma comuna francesa na região administrativa de Auvérnia-Ródano-Alpes, no departamento Allier. Estende-se por uma área de 13,48 km². Em 2010 a comuna tinha 320 habitantes (densidade: 23,7 hab./km²).